# Lista de embarcações tradicionais

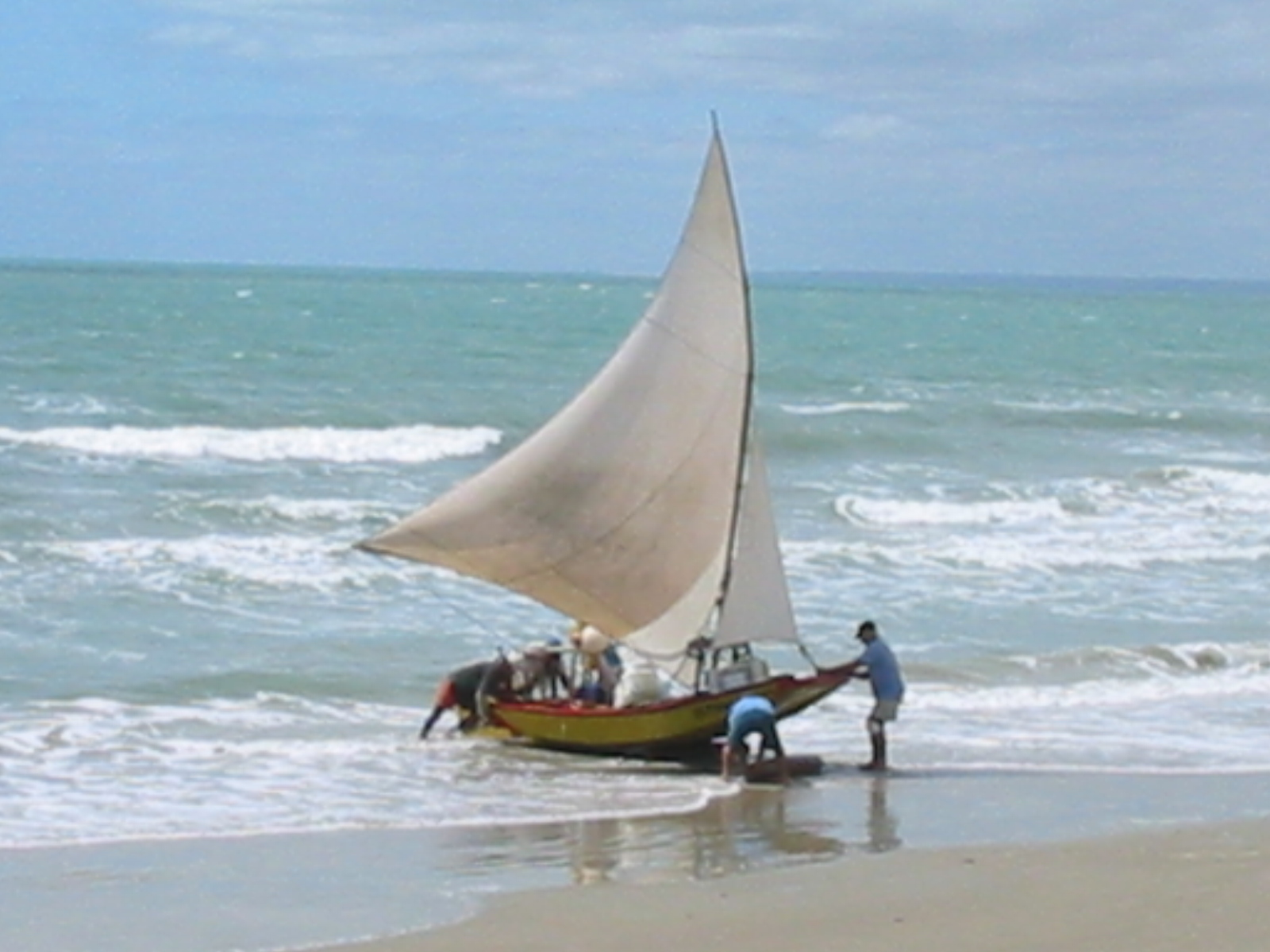
Jangada em Tibau no Rio Grande do Norte.

Embarcações tradicionais são embarcações diretamente ligadas à história de um lugar e de suas comunidades, também chamadas de barcos tipícos, são adaptadas às condições particulares de uma região ou tarefa.

## Brasil
- Canoas de boçarda[2]
- Canoas monóxilas[2]
- Chalana do pantanal[2]
- Gaiola
- Jangada[2]
- Montarias[2]
- Reboques[2]
- Saveiro

## China

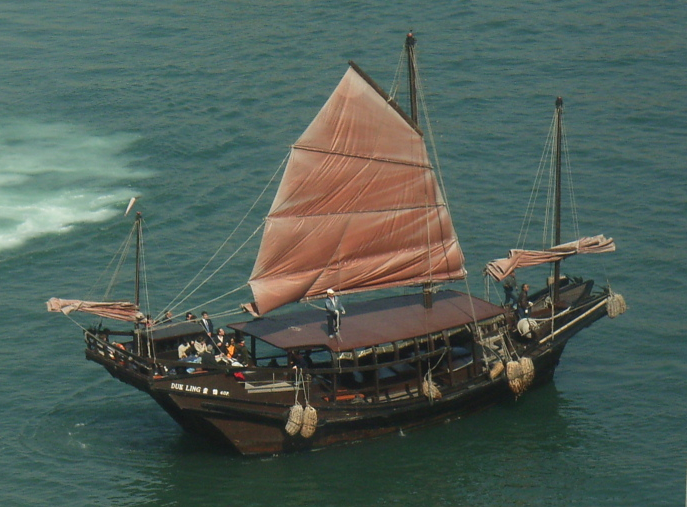
Junco em Hong-Kong.

- Barco Dragão
- Junco
- Lorcha

## Croácia
- Gajeta Falkuša

## Emirados Árabes Unidos

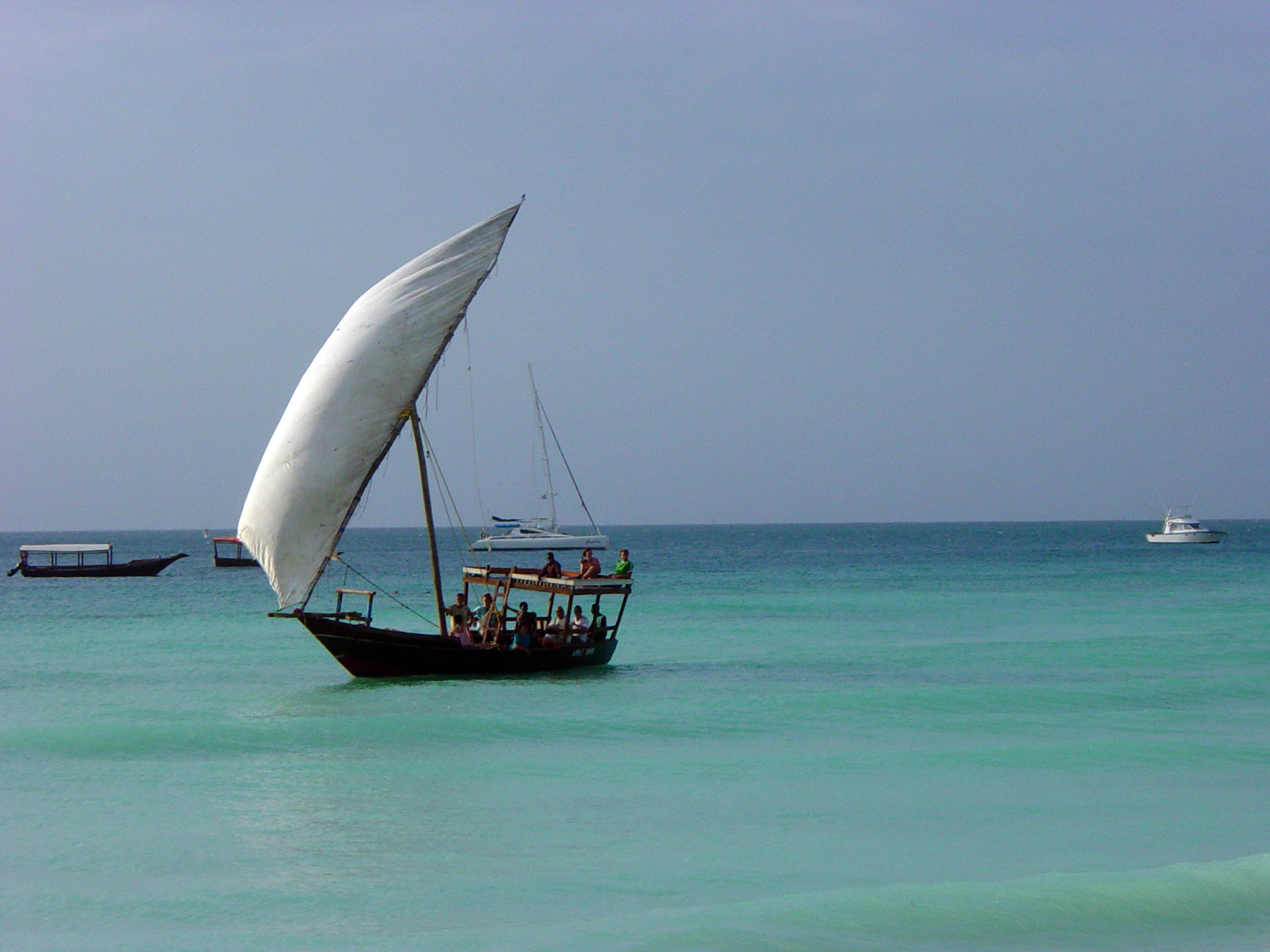
Dhows

- Dhows

## Espanha

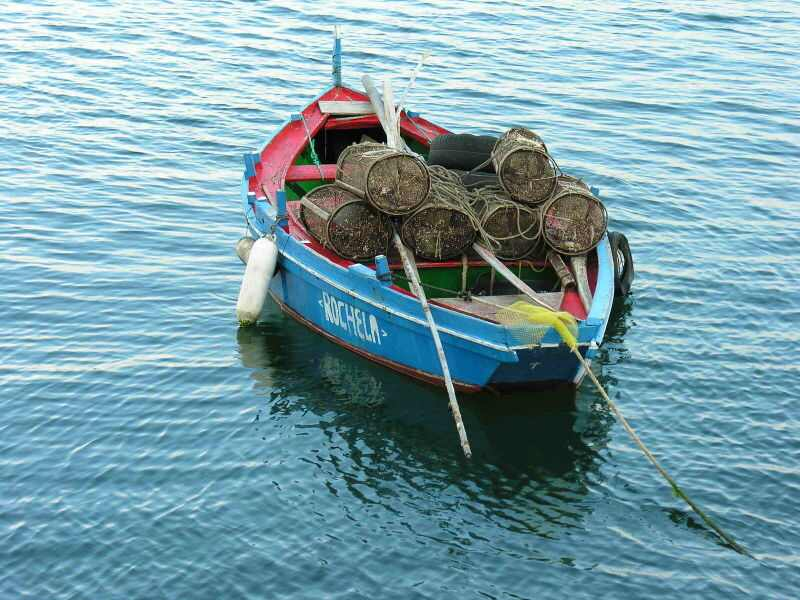
Dorna com apetrechos de pesca

- Dorna

## Ilhas Molucas

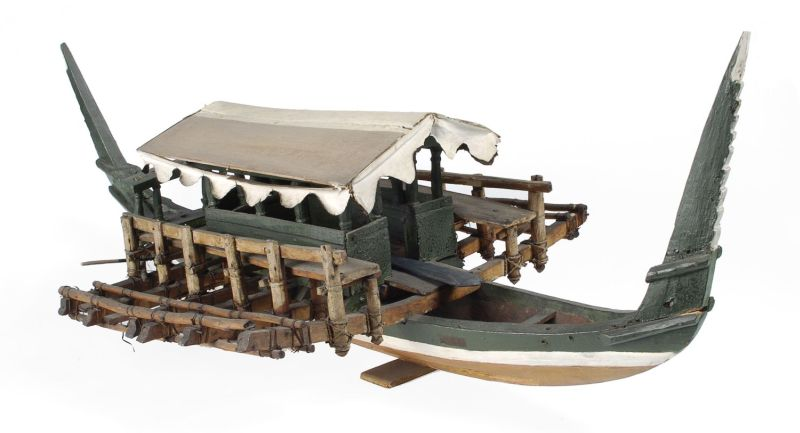
Coracora nas Ilhas Molucas.

- Coracora

## Irlanda

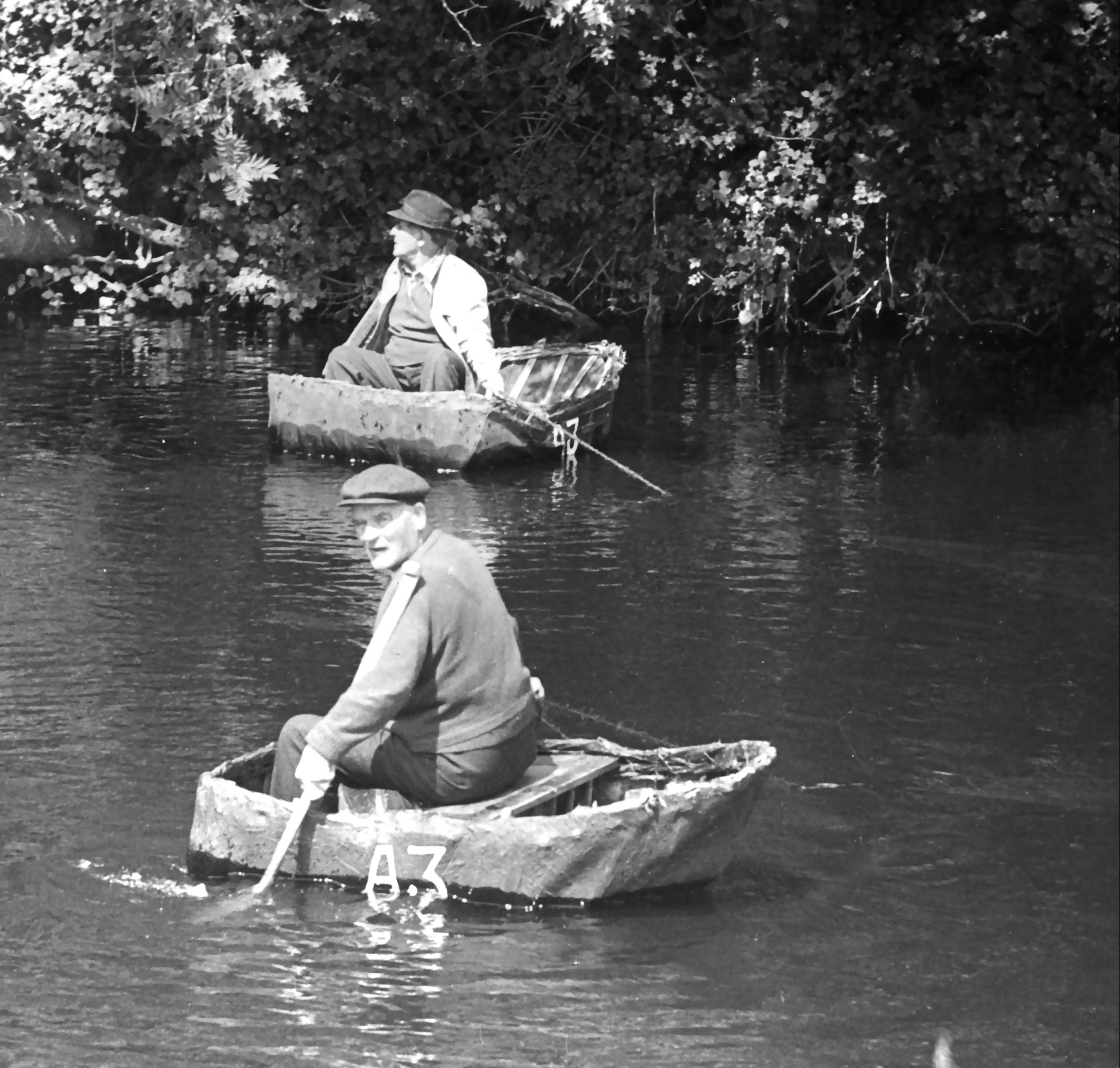
Coracles no País de Gales.

- Coracle

## Itália
- Gôndola

## Maldivas

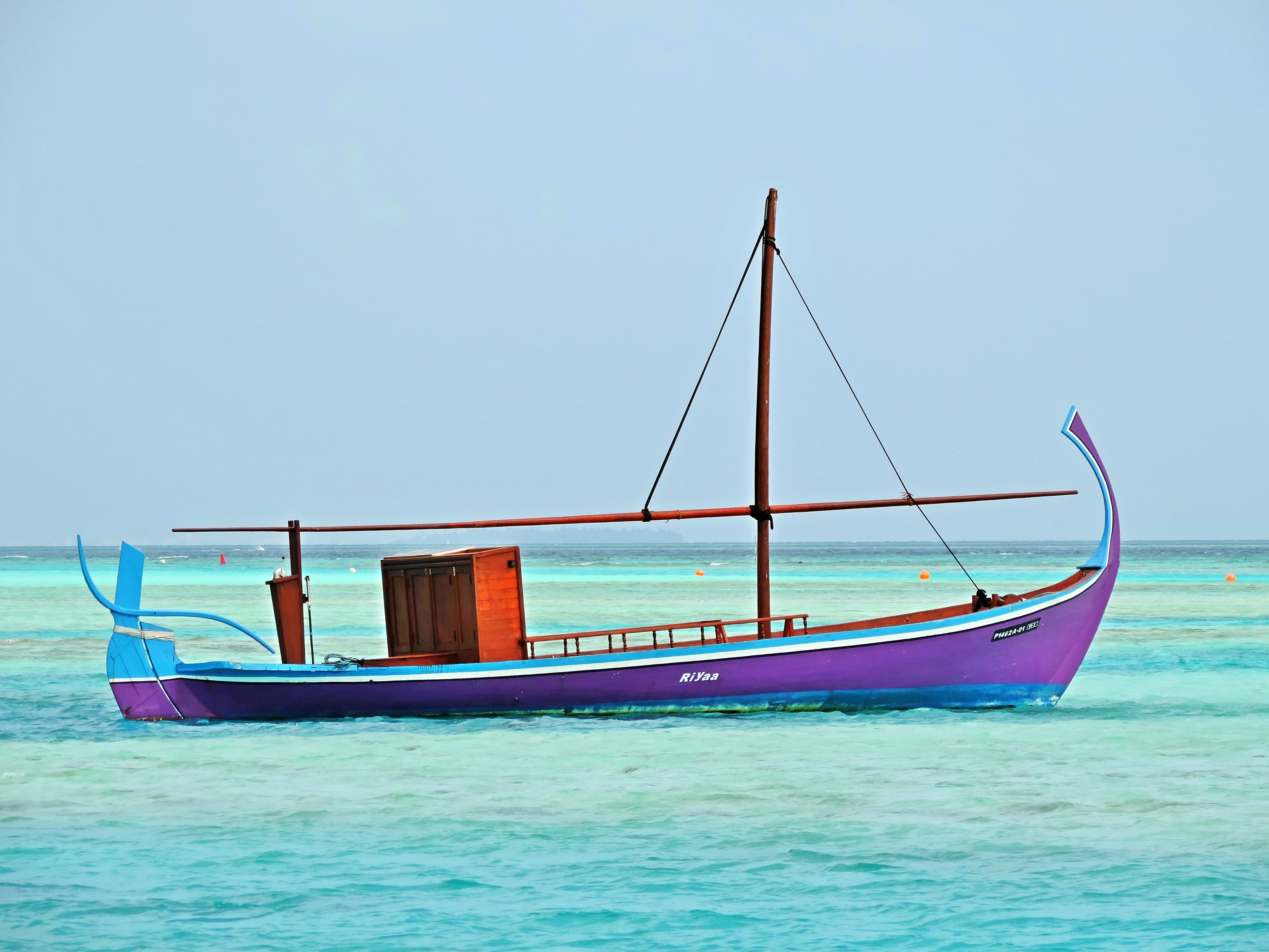
Dhoni, Maldivas.

- Dhoni

## Malta
- Luzzu[3]

## Portugal
- Aiola
- Baleeira da Câmara de Lobos[4][5]
- Baleeira do Pico[4][5]
- Barca d'Aldeia Galega
- Barca da Ericeira[5]
- Barca da Pesca do Alto[5]
- Barca de Sesimbra
- Barco da Pescada[4]
- Barco de Avintes[5]
- Barco de Cascaes
- Barco da Pesca do Carapau[4][5]
- Barco de Riba-Tejo[5]
- Barcos dos Moinhos
- Barcos Cacilheiros
- Barco Moliceiro[5]
- Barco Rabelo[4]
- Barco de Riba Tejo
- Barco de Sesimbra
- Barco Valboeiro com Camareta[5]
- Barquinho do Rio Minho[4]
- Bote Cacilheiro[5]
- Bote do Pinho[5]
- Batel
- Batel do Tejo[5]
- Bateis d'Água a Cima
- Bote baleeiro
- Buque da Pesca do Atum
- Caíque de Traquete[5]
- Caíque do Algarve[5]
- Cangueiro[5]
- Canoa Cacilheira[5]
- Canoa do Alto ou Canoa Caçadeira[5]
- Canoa do Espinel[5]
- Canoa da Picada[5]
- Canoa do Tejo
- Catraia de Esposende
- Catraio do Tejo
- Enviada
- Enviada da Arte da Chávega[5]
- Enviado do Atum[4][5]
- Falua[4]
- Falua com Vela à Latina[5]
- Fragata do Tejo[4]
- Fragata d'Alcochete
- Galeão do Sado
- Hiate de Setúbal
- Laitau
- Lancha Poveira[5]
- Lancha da Sardinha[5]
- Lancha do Alto[5]
- Maceira[5]
- Muleta de Arrasto[5]
- Meia-lua da Costa da Caparica
- Meia-lua Mira
- Muleta do Seixal[4]
- Traineira de Peniche[5]
- Rasca
- Varino[4][5]
- Varino (1880)[5]
- Saveiro